# فیلم اسپانیایی
فیلم اسپانیایی (انگلیسی: Spanish Movie) یک فیلم کمدی هجوگونه اسپانیایی است که در سال ۲۰۰۹ منتشر شد.

## بازیگران
- لسلی نیلسن
- خواکین ریس
- الکساندرا خیمنس
- سیلویا آبریل
- کارلوس آرسس
- خوسه‌لیتو
- میشل خنر
- بلن روئدا
- آلخاندرو آمنابار
- برتو رومرو
- ناچو ویدال
- چیکیتو د لا کالسادا
- ژاومه بالاگرو
- خوان آنتونیو بایونا
- لتیسیا دلرا
- آلکس د لا ایگلسیا
- پاکو پلاسا
- اندرئو بوئنافوئنته
- سرخیو گ. سانچس
- ادواردو گومِـس
- خولیان لوپس
- کلارا سگورا